# Jim Jordan (politisk strateg)
För Ohiopolitikern se Jim Jordan (politiker).
Jim Jordan, född 26 januari 1961, är en amerikansk politisk strateg. Han har sedan 1996 fungerat som kampanjchef, rådgivare och konsult åt flera kandidater som har ställt upp för demokraterna. Han har varit verksam på flera olika nivåer från lokalpolitik till presidentkampanjer.
Jordan växte upp i Winston-Salem. Han utexaminerades 1983 från Hampden-Sydney College och avlade 1986 juristexamen vid University of North Carolina at Chapel Hill. Han inledde sin karriär som politisk konsult i Tim Johnsons framgångsrika kampanj i senatsvalet 1996. Johnson besegrade sittande senatorn Larry Pressler i det valet. Jordan var John Kerrys kampanjchef inför presidentvalet i USA 2004. Mary Beth Cahill ersatte Jordan i november 2003 innan det första primärvalet hade hållits. Jordan hade i fem år planerat John Kerrys kampanj. Jordan var rådgivare åt Christopher Dodds kampanj i demokraternas primärval inför presidentvalet i USA 2008.
Jim Jordan har grundat nätverket Thunder Road Group som fick sitt namn efter Bruce Springsteens låt Thunder Road. I låttexten står det "It's a town full of losers, and I'm pulling out of here to win."